# Thomas Magnuson
Bernt Thomas Magnuson, född 2 juli 1950 i Motala, är en svensk tidigare längdskidåkare. Han blev världsmästare (på 30 km) och bronsmedaljör (50 km) vid VM 1974. Fyra år senare förde han som slutman hem det svenska VM-stafettguldet.

## Biografi

### Skidkarriären
Magnuson tävlade för klubben Delsbo IF. Han blev världsmästare i sitt tredje internationella mästerskapslopp när han segrade på inledningsdistansen 30 kilometer vid världsmästerskapen i Falun 1974. Vid samma tävlingar blev han även bronsmedaljör på den avslutande femmilen och placerade sig på 29 plats på 15 km efter vallamiss. I stafetten 4 x 10 km skulle han kört slutsträckan men Sverige blev diskvalificerade efter förbjudet skidbyte på första sträckan.
Fyra år senare blev Magnuson legendarisk när han på sista sträckan i herrstafetten under världsmästerskapen i Lahtis 1978 gjorde ett avgörande ryck i sista backen. Därmed skakade han av sig sin främste utmanare i kampen om guldet, finländaren Matti Pitkänen. Den backen i Lahtis har alltsedan dess gått under namnet Magnusonbacken.
I olympiska sammanhang deltog han i ett OS, det 1972 i Sapporo. Där blev Magnuson 28:a på tremilen samt deltog som startman (tvåa på sträckan) i det lag som fick fjärde plats i stafetten över 4x10 km. Han skulle även deltagit i OS 1976, men när hans far avled kort före spelen valde han att åka hem.
Magnuson vann även femmilen i Holmenkollen 1977.
Han blev svensk mästare på 15 och på 50 kilometer 1972–1975, samt på 30 kilometer 1972 och 1974.

### Senare år
Efter Lahtis-VM avslutade Magnuson elitkarriären, bland annat på grund av problem med benhinnor som gjorde att han inte kunde träna tillräckligt.
Han driver numera ett lantbruk med både mjölkkor och nötdjur i Långby i Forsa socken, väster om Hudiksvall, tillsammans med sin hustru Ingrid. Tillsammans har de dottern Camilla och sonen Mikael.
Den travintresserade Magnuson äger själv en del hästar.

## Källhänvisningar
1. ↑  Thomas Magnuson på Sveriges Olympiska Kommittés webbplats
2. ↑  Sveriges befolkning 1990, CD-ROM, Version 1.00, Riksarkivet (2011)
3. 1 2 3  Aftonbladet-intervju från 2003-07-08, av Magnus Helander
4. ↑  Stafettdramatik, bland annat från 1978, i sport-tv-kavalkad
5. ↑  Brask, Christopher (2011-07-06):"Brask: Myllylä var en nationell helgedom". Expressen.se. Läst 18 februari 2015.
6. ↑  ”Olympisk profil på Sports-reference.com”. Arkiverad från originalet den 25 augusti 2009. https://web.archive.org/web/20090825094940/http://www.sports-reference.com/olympics/athletes/ma/thomas-magnuson-1.html. Läst 6 juli 2011.
7. ↑  "Innsbruck 1976". Arkiverad 10 januari 2014 hämtat från the Wayback Machine. Sok.se, 2008. Läst 11 december 2014.
8. ↑  ”Längd herrar”. Svenska Skidförbundet. Arkiverad från originalet den 9 mars 2015. https://web.archive.org/web/20150309083750/http://www.skidor.com/Foljoss/Historikochstatistik/Svenskamastare/Langdherrar/. Läst 1 december 2013.